# John Favalora
John Clement Favalora (ur. 5 grudnia 1935 w Nowym Orleanie) – amerykański duchowny katolicki, arcybiskup metropolita Miami w latach 1994-2010.
Do kapłaństwa przygotowywał się w St. Benedict i Nowym Orleanie. Został następnie skierowany na dalsze studia do Rzymu na Uniwersytecie Gregoriańskim. W Wiecznym Mieście przyjął 20 grudnia 1961 święcenia kapłańskie. Po powrocie do rodzinnej archidiecezji Nowy Orlean pracował jako proboszcz, dyrektor szkoły średniej i archidiecezjalny dyrektor ds. powołań. Był również rektorem Seminarium Notre Dame, gdzie w młodości sam się kształcił. 
24 czerwca 1986 otrzymał nominację na ordynariusza diecezji Alexandria w rodzinnej metropolii. Po trzech latach przeniesiony na biskupstwo St. Petersburg na Florydzie. 3 listopada 1994 mianowany arcybiskupem metropolitą Miami, jako następca odchodzącego na emeryturę abpa Edwarda A. McCarthy’ego. Ingres odbył się w grudniu tego samego roku. Abp Favalora ogłosił swe przejście na emeryturę 20 kwietnia 2010, mimo iż nie osiągnął jeszcze wieku przewidzianego prawem kanonicznym. Tego samego dnia mianowany został jego następca Thomas Wenski.